# Siejłowicze
Siejłowicze (biał. Сейлавічы) – agromiasteczko na Białorusi, w obwodzie mińskim, w rejonie nieświeskim, w sielsowiecie Siejłowicze.
We wsi znajduje się kościół Najświętszego Serca Jezusa.

## Historia
W 1587 roku wieś należała do klucza Nieśwież Mikołaja Krzysztofa Radziwiłła.
W latach 1921–1945 wieś i zaścianek znajdujące się w gminie Howiezna, w powiecie nieświeskim, w Polsce. W 1921 wieś liczyła 592 mieszkańców, zamieszkałych w 109 budynkach, w tym 576 Białorusinów, 13 Polaków i 3 osoby innej narodowości. 571 mieszkańców było wyznania prawosławnego, 14 rzymskokatolickiego, 5 mojżeszowego i 2 muzułmańskiego. Zaścianek liczył zaś 576 mieszkańców, zamieszkałych w 107 budynkach, w tym 539 Polaków, 20 Białorusinów, 16 Żydów i 1 osobę innej narodowości. 522 mieszkańców było wyznania rzymskokatolickiego, 38 prawosławnego i 16 mojżeszowego.
W latach międzywojennych wieś była siedzibą kampanii granicznej Korpusu Ochrony Pogranicza „Siejłowicze”.
Po II wojnie światowej w granicach Związku Sowieckiego. Od 1991 w niepodległej Białorusi.